# Hilversum

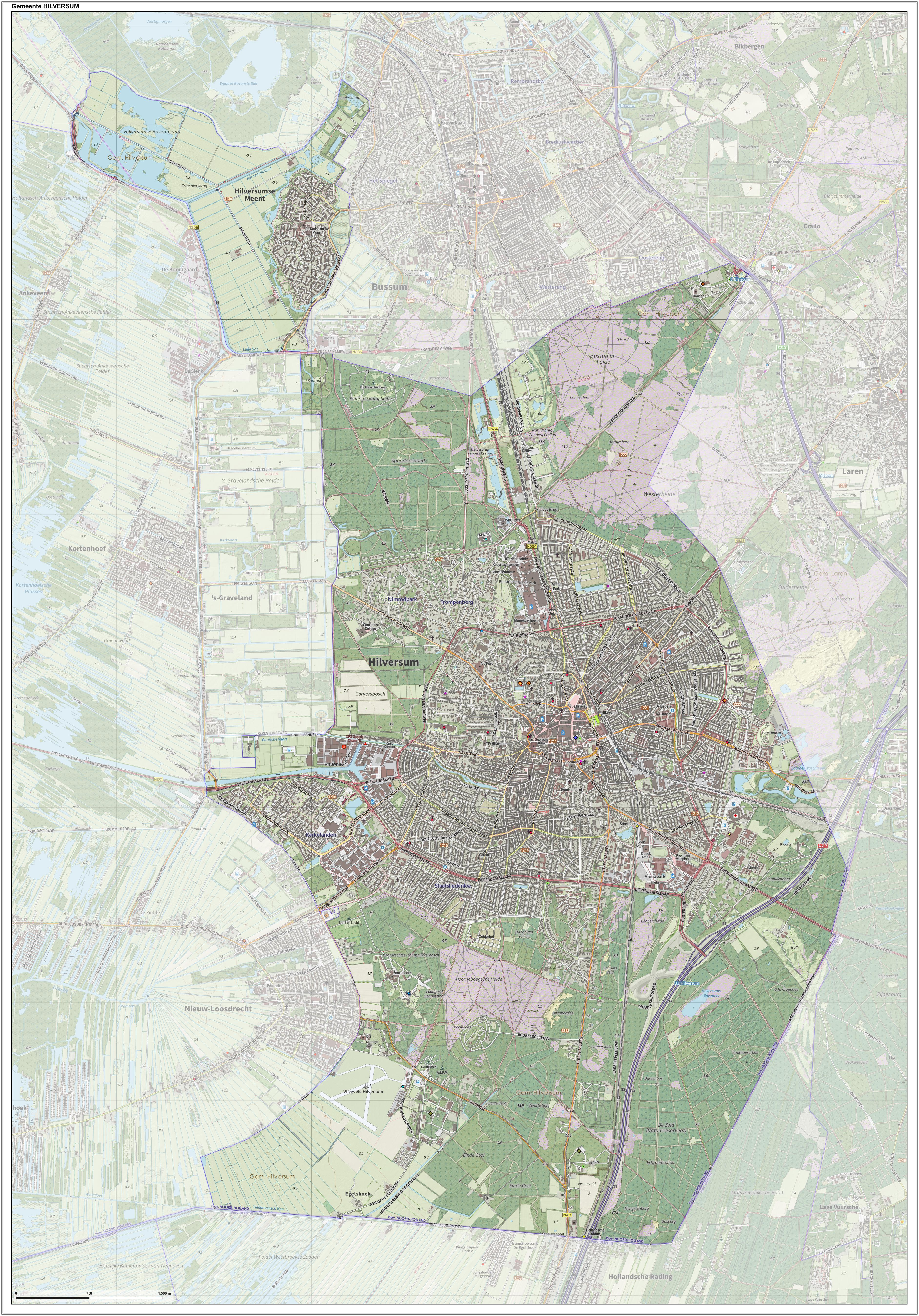
Topografische gemeentekaart van Hilversum, september 2022

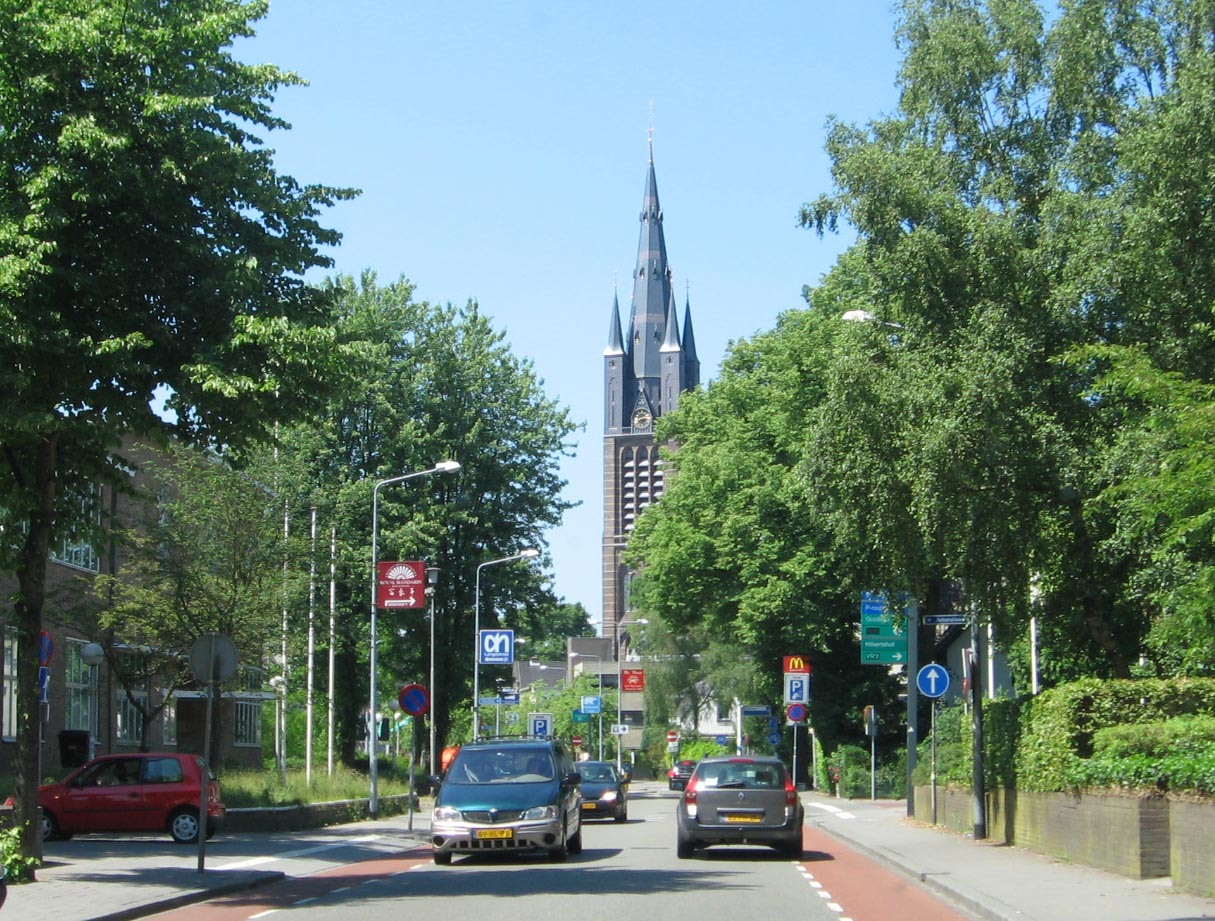
Sint-Vituskerk

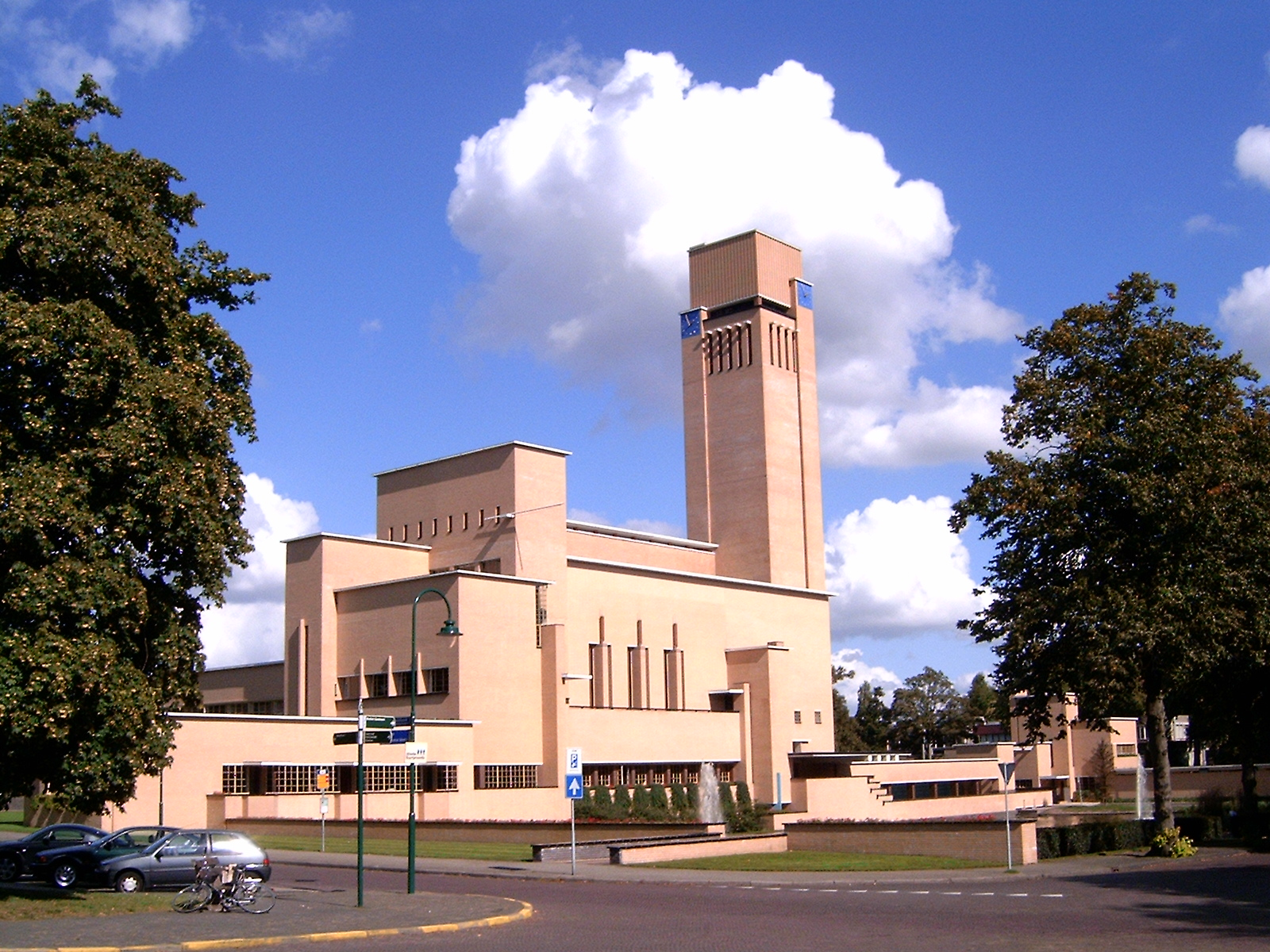
Raadhuis van Hilversum

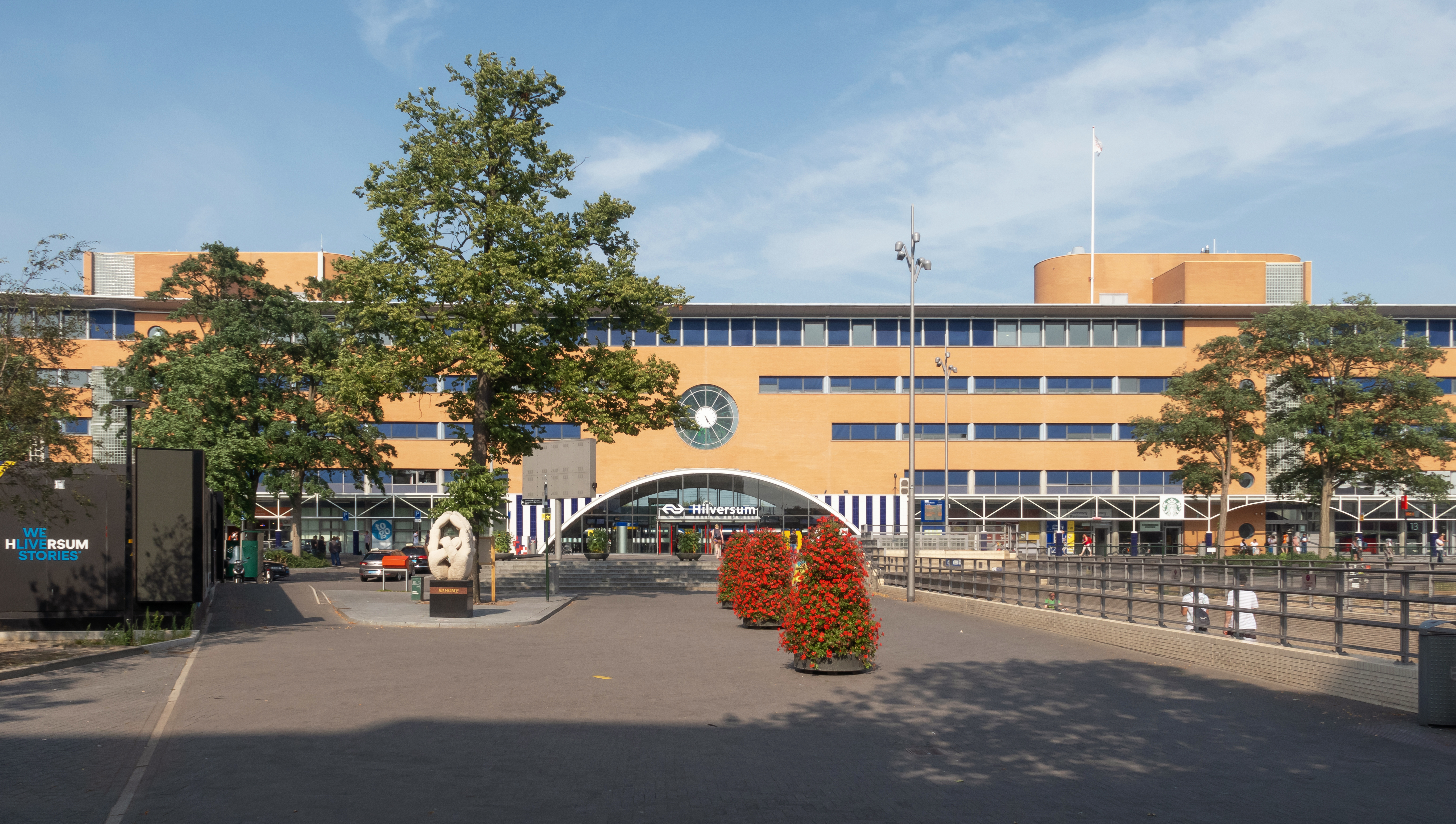
Station Hilversum

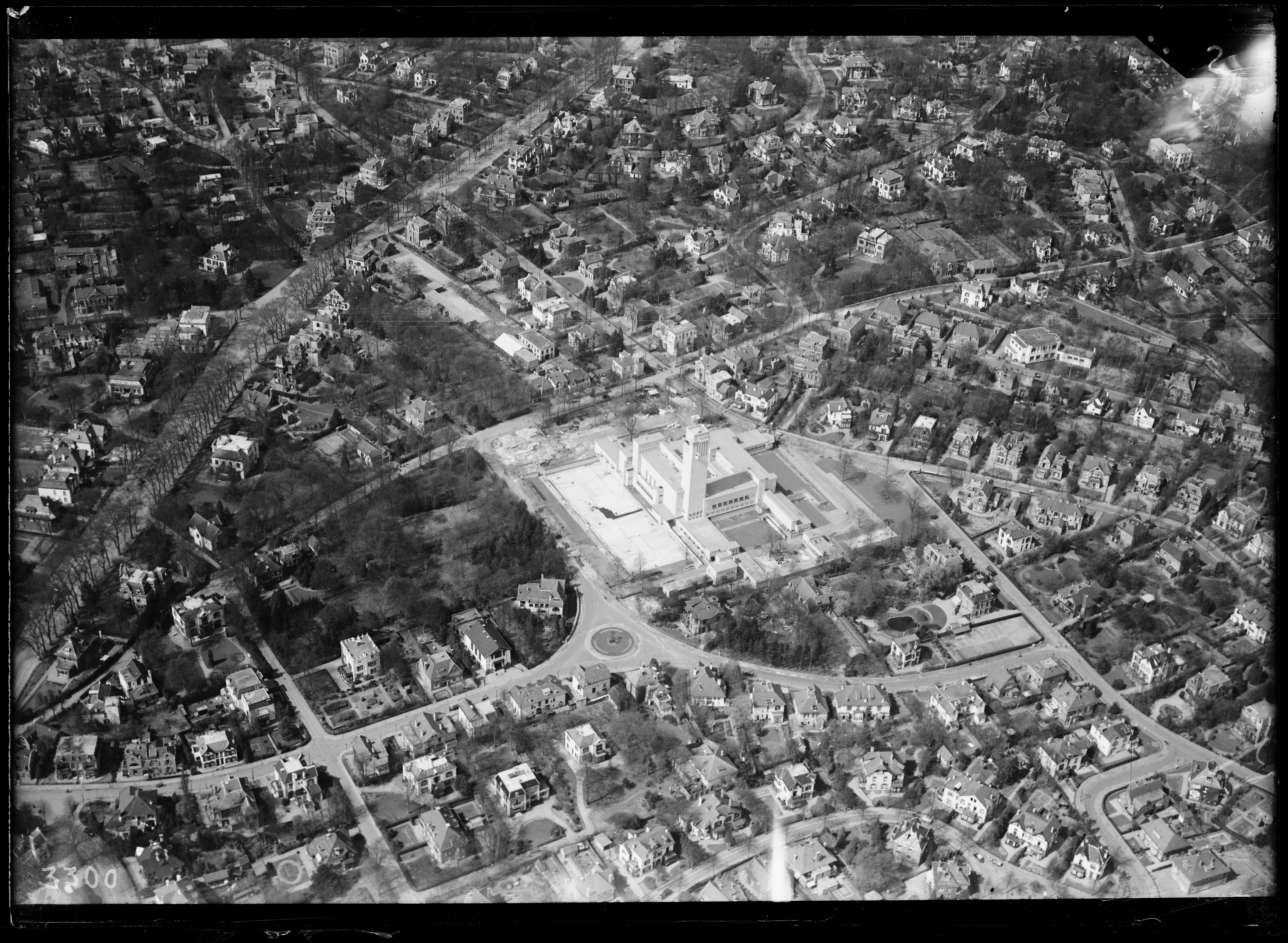
Luchtfoto van Hilversum (1920-1940).

Hilversum (uitspraakⓘ) is een stad en gemeente in de Nederlandse provincie Noord-Holland en de grootste plaats in de landstreek het Gooi. Hilversum huisvest veel landelijke omroepbedrijven en wordt ook wel aangeduid als de 'mediastad'. Met 'Hilversum' worden ook wel de omroepactiviteiten bedoeld.
De gemeente Hilversum heeft 94.435 inwoners (22 november 2024 bron: CBS) op een oppervlakte van 46,19 km² (waarvan 0,21 km² water). Na een aanvankelijk voorspoedige groei daalde het inwonertal van de stad in de tweede helft van de 20ste eeuw aanzienlijk, van 100.000 in 1958 tot minder dan 80.000 in 1999 (bron: CBS). De gemeente duidde zichzelf ook aan als 'tuinstad', vanwege de groene omgeving die deel uitmaakt van Goois Natuurreservaat en in wijdere zin van het Groene Hart, en vanwege de in de twintigste eeuw ontworpen tuinwijken voor arbeiders. Vanwege het relatief grote aantal villa's duidde ze zich ook aan als 'villadorp'

## Etymologie
De naam Hilversum is in elk geval tot 1305 terug gedateerd en kan volgens G. van Berkel en K. Samplonius (2006) worden verklaard als Hilvertshem, wat "woonstede of nederzetting (heem) van de persoon Hilvert" betekent. Dat is in overeenstemming met de verklaring van boerderijnamen als Hilverink in de Achterhoek. Een kenmerk van de uitgang -heem is dat deze vaak in combinatie met een persoons- of dierennaam voorkomt, zoals Arnhem ("nederzetting van de Arent") en Bennekom (< Berinchem, "nederzetting van de lieden van Bero").

## Geschiedenis

### Vroege geschiedenis

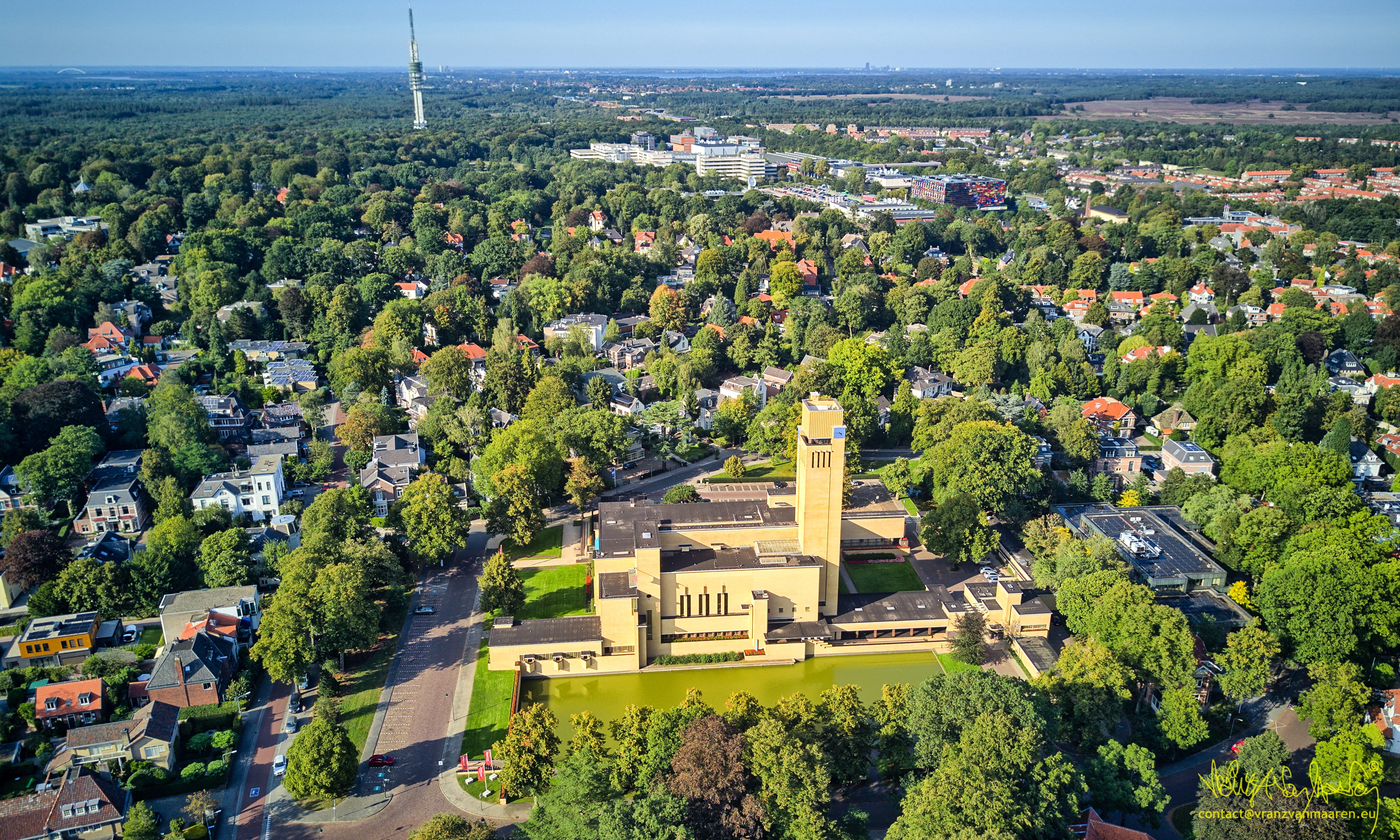
Raadhuis & Media Park, Hilversum

Het hooggelegen Gooi is een van de oudst bewoonde streken van Nederland. Prehistorische grafheuvels en vondsten uit de Hilversumcultuur getuigen daar nog van. Water verzamelde zich op de lager gelegen plaatsen, en dat werden drinkplaatsen voor het vee. De dorpen Hilversum, Laren, Blaricum en Bussum zijn rond die drinkplaatsen ontstaan. Door de arme zandgronden was er voornamelijk schapenhouderij. Vroege Hilversummers leefden eenvoudig. Zo gaven zij hun hoeven nooit een naam en, in tegenstelling tot Blaricummers en Huizers waar boeren brede, hoge hagen als erfafscheiding plaatsten (vaak doornen of beuken), lieten vrijwel alle Hilversumse boeren het erf open of zetten er een eenvoudig houten hekje omheen. Bij het woongedeelte hadden zij vaak een eenvoudig grasveldje met een paar bomen om schaduw te bieden. De hoeven hadden ook nooit een versiering, behalve soms ankers die tot krullen gesmeed waren om het bouwjaar aan te duiden, naar de stijl van sobere, eenvoudige Saksische boerderijen. Markant is dat Hilversummers bijna nooit een verdieping op hun hoeve hadden: ze wilden alles op de begane grond hebben. De hoeven waren dan ook zeer langgerekt. Dit fenomeen kwam nog tot zeker 1880 voor, toen het Wilhelmina Hotel geopend werd. De 'oude' Hilversummers dachten dan ook dat het hotel geen succes zou worden omdat het hotel uit verdiepingen bestond.
De oudste kerk was waarschijnlijk een 13e-eeuwse kapel, op de plek waar de huidige Grote Kerk staat. Ernaast stond vermoedelijk een klein kasteel: de oudste vermelding dateert uit 1369 en betreft een belening aan Hendrik van Snellenburg.
Op 4 maart 1424 kreeg Hilversum de zelfstandige status van Jan (III) van Beieren ("Jan zonder Genade"), ruwaard van Holland, Zeeland en Henegouwen (1418-1425) en werd daarmee onafhankelijker van Laarderkerspel (Larekerspel) bij de uitbreiding van de eigen nijverheid. De verkoop en verwerking van schapenwol is in de middeleeuwen de bijdrage van Hilversum geweest aan de regionale economie.
Op 2 januari 1428 werd er een officiële grens (banscheiding) getrokken tussen Laarderkerspel en Hilversum waarmee de verzelfstandiging voltooid werd. De grens werd toegewezen door Splinter van Nyenrode.
In 1585 stak de Tassis op zijn plundertocht in Hilversum vele huizen in brand.
In 1629 werd Hilversum wederom platgebrand door Kroatische huurlingen, aangevoerd door de Italiaanse veldheer in Oostenrijks-Habsburgse dienst, Graaf Ernesto Montecuccoli, die samen met Hendrik van den Bergh, de bevelhebber van het Spaanse leger in de Noordelijke Nederlanden, eerder dat jaar vanuit Duitsland een inval op de Veluwe had gedaan, om de troepen van stadhouder Frederik Hendrik weg te lokken van het Beleg van 's-Hertogenbosch.
In de 17e eeuw groeiden de weverijen sterk. Men weefde toen in opdracht van Naarden en Amsterdam lakense (wollen) stoffen en een eeuw later, rond 1750, namen zogenaamde fabrikeurs zelf het gehele productieproces in eigen hand. In 1772 waren er circa 42 fabrikeurs in Hilversum. Hun producten bestonden vooral uit gestreepte kleurige stoffen, die “Hilversums Gestreept” genoemd werden. In 1752 werd het fabriceren van Koehaartapijt aangevat, waaruit de Hilversumse tapijtindustrie ontstond. Deze bleef zich tot in de 20e eeuw uitbreiden.
Het boerendorp groeide gestaag, maar werd in 1725 en 1766 geteisterd door branden die het dorp grotendeels vernietigden. Op 22 oktober 1798 besloot de gemeenteraad alle huizen te vernummeren, van 1 t/m 841.
Eind 1898 besloot de gemeenteraad de kermis voor een paar jaar af te schaffen omdat het naar eigen zeggen "geldverspilling" was en er "veel drankmisbruik" was tijdens de vrije week, alsook "oneerbaarheid in de stegen van de dorpskom". In 1899, op de datum dat de kermisweek normaal zou starten, leidde dit tot een week vol geweld, waarbij ook een dode viel. Sinds 1903 of 1904 vindt de kermis weer plaats.
Terwijl rijke Amsterdammers zich al in de 17e eeuw in 's-Graveland vestigden, gebeurde dat in Hilversum pas na de aansluiting op het spoorwegnet in 1874. In 1882 werd de aanleg van de Gooische Stoomtram naar Laren, Naarden, Muiden en Amsterdam voltooid, die vanwege een aantal dodelijke ongevallen de naam de Gooise Moordenaar kreeg. De verbinding met Amsterdam werd opgeheven in 1939. De laatste tram in het Gooi reed in 1947.
De aanleg van bovengenoemde spoorweg bewerkstelligde dat vermogende families, zoals de familie Brenninkmeijer (eigenaren van C&A) en de aan hen verwante familie Gockel zich in Hilversum gingen vestigen, evenals de bekende Hilversumse familie Wortelboer. Mede door deze families kreeg Hilversum langzamerhand een overwegend katholieke signatuur. Dat leidde tot de bouw van de grote neogotische Sint-Vituskerk voor 1.800 mensen, ontworpen door P.J.H. Cuypers, in 1892. Eind jaren zestig zou Hilversum acht parochiekerken tellen, waarvan er alweer twee gesloopt zijn, een in onbruik is en een verbouwd is tot appartementen.
Na de komst van de spoorweg groeide Hilversum heel snel, aanvankelijk door de groei van de textielsector (weverijen en aanverwante bedrijven) en de vestiging van tapijtfabrieken (waarvan uiteindelijk de Veneta overbleef). 
Begin 20e eeuw vestigden zich ook veel Diamantslijpers in Hilversum. Dit waren met name diamantslijpers uit Amsterdam die zich wilden onttrekken aan het toezicht van de Algemene Nederlandse Diamantbewerkersbond en daarom hun toevlucht zochten tot Hilversum. Zij stonden ook bekend als "onderkruipers". De diamantindustrie bereikte zijn hoogtepunt in 1912 toen er in totaal dertien slijperijen in de stad gevestigd waren. De industrie stortte echter in na de Beurskrach van 1929 en in 1930 sloten de laatste slijperijen weer. De diamantindustrie heeft echter zijn sporen in Hilversum nagelaten. Zo werd onder andere het Sanatorium Zonnestraal gebouwd om diamantslijpers die door hun werk tuberculose hadden opgelopen te behandelen.
In 1918 startte de Nederlandsche Seintoestellen Fabriek (NSF) haar activiteiten en daarna begonnen ook de experimentele radio-uitzendingen. Daarop volgde de vestiging van omroepen van de protestantse en katholieke gezindten, respectievelijk de NCRV en de KRO. De televisie kwam aanvankelijk in Bussum terecht, maar de bouw van het Mediapark in Hilversum-Noord verzamelde alle omroepfuncties weer in Hilversum. Sinds het verdwijnen van de grotere industrie is de mediasector de grootste werkgever van Hilversum.

### Paul Kruger in Hilversum
In 1901 en 1903 verbleef Paul Kruger, president van de Zuid-Afrikaansche Republiek, in Hilversum. Kruger reisde af naar Nederland om steun te vragen voor de Afrikaners (ook wel Boeren) in de Transvaal, die in oorlog waren met de Engelsen tijdens de Tweede Boerenoorlog. Hij kwam in Hilversum terecht nadat hem door een dokter was aangeraden op de hooggelegen Trompenberg te gaan wonen, omdat er longontsteking bij hem was geconstateerd. Het huis waarin Kruger in 1901 verbleef, werd per ongeluk verwoest door Britse bombardementen in de Tweede Wereldoorlog. De tweede verblijfplaats van Kruger, 'Het Krugerhuis', staat er nog steeds.

### Tweede Wereldoorlog
Op 10 mei 1940 werd de grote zendmast van Philips bij de fabriek aan de Jan van der Heijdenstraat op last van het leger opgeblazen. De mast raakte enkele woonhuizen. Op 15 mei 1940 bereikte een kleine colonne van de Wehrmacht Hilversum, en meldde zich bij de AVRO-studio om het radio-wezen onder Duits beheer te stellen. De AVRO werkte gewillig mee. De bezetting van Hilversum verliep ook overigens zonder dat er een kogel werd afgeschoten.
Aan het begin van de Tweede Wereldoorlog gaf de zittende burgemeester De Wijkerslooth de Weerdesteijn een merkwaardige proclamatie uit, waarin hij zich bereid verklaarde de leiding over het Nederlandse volk op zich te nemen. Hij werd snel vervangen door jonkheer mr. Ernst von Bönninghausen, een NSB'er die collaboreerde met de bezetter.
Op 14 mei 1940, vier dagen na de Duitse inval, verdween de Joodse SDAP-wethouder David Lopes Dias plotseling uit Hilversum. De burgemeester verklaarde later dat hij een "geheime opdracht" had. Na een paar maanden keerde hij even onaangekondigd weer terug en op 4 september nam hij zijn plaats als wethouder weer in. Toen Hilversum eind oktober een NSB-burgemeester, Von Bönninghausen, kreeg, nam Lopes Dias ontslag. Kort daarna werd hij gearresteerd en weggevoerd. Hij schreef toen een brief die in de plaatselijke pers werd gepubliceerd. Na zijn arrestatie werd hij gedeporteerd naar het concentratiekamp Mauthausen, waar hij in 1942 overleed.
Op 26 februari 1941 namen Hilversumse werknemers deel aan de (tweede dag van de) Februaristaking tegen de Jodenvervolging. Onder meer de NSF liep leeg en er gingen bij dat bedrijf alleen al bijna 3.000 mensen de straat op, maar ook arbeiders van metaalbedrijf Ensink, verffabriek Ripolin, de melkfabriek en andere bedrijven namen deel. In het centrum ontstond een stoet van volgens sommigen 10.000 mensen die zich naar het nieuwe raadhuis bewoog. De stoet werd daar tegengehouden door gewapende Duitse militairen en keerde terug. De gemeente werd daarvoor met ingang van 1942 beboet met de heffing van een extra belasting van 2,5 miljoen gulden.
Het hoofdkwartier van het Duitse leger in Nederland, de Wehrmacht, onder bevel van generaal Christiansen, opperbevelhebber van het Nederlandse deel van de Wehrmacht, werd in 1942 in verband met een mogelijke invasie vanaf zee, vanuit Den Haag verplaatst en gevestigd in het nieuwe raadhuis van Hilversum. De toren werd voor dat doel sterk gecamoufleerd, terwijl op een ander punt van het gebouw een FLAK-afdeling werd geplaatst voor de luchtafweer. Het eigenlijke gemeentehuis werd ondergebracht in Hotel Gooiland. De troepen van de Wehrmacht werden gelegerd bij de wijk Trompenberg. Als gevolg van de vestiging in Hilversum van generaal Christiansen werd een deel van gemeente, de villawijk rond de Verdilaan en het landgoed Rüdelsheim (een voormalige Joodse instelling voor geestelijke gezondheidszorg), tot Sperrgebiet verklaard en werden er verdedigingswerken met onder meer bunkers uitgevoerd. Zo werd een tankwal rond de gehele gemeente en rond het nog jonge vliegveld, op ongeveer 5 km van de bebouwde kom, gelegd. De bunkers bestaan nog steeds en hebben de bijnaam 'Wisseloordbunker' naar het gelijknamige landhuis. of 'Blaskowitzbunker', naar de laatste Duitse generaal die er huisde. De wijk Trompenberg werd in 1944 hevig door de geallieerden gebombardeerd.

#### Joods leven
Voor de Tweede Wereldoorlog woonden in Hilversum ongeveer zeshonderd joodse families en ongeveer 1.000 Joodse vluchtelingen (een betrekkelijk hoog aantal). De meeste Joden waren actief in de handel of de slagerij. Er was een synagoge aan de Zeedijk. Na de oorlog waren er nog 200 Joden.
Aan de Verdilaan in Hilversum was de Joodse Rüdelsheimstichting gevestigd, die tot doel had verstandelijk gehandicapte kinderen vaardigheden te leren. In de bosrijke omgeving van Hilversum werd een statig pand, ‘Beth Azarja’, met omliggende gronden aangekocht. In 1930 werd een tweede onderkomen op het terrein gebouwd. Het aantal kinderen liep op tot 75. In april 1942 werd het terrein van de Rüdelsheimstichting geconfisqueerd door de Wehrmacht, die daar haar nieuwe hoofdkwartier vestigde. De kinderen werden elders in Hilversum ondergebracht. Op 7 april 1943 werden alle kinderen weggevoerd naar de concentratiekampen in Oost-Europa.
De vervolging van joodse leerlingen en leraren op Hilversumse scholen verliep nagenoeg zonder verzet. In 1942 werden zij naar speciaal opgerichte joodse scholen gedirigeerd, waaronder een lyceum dat onder leiding stond van drs. S.A. Rodrigues Pereira. Hij was tot zijn gedwongen ontslag leraar klassieke talen aan het gemeentelijk gymnasium te Hilversum, tevens opperrabbijn van de Portugees-Israëlietische Gemeente in Den Haag. De rector van het gemeentelijk gymnasium, dr. A. Makkink, werkte net als de meeste schoolleiders zonder verzet mee aan de opdracht om lijsten van Joodse leerlingen bij de gemeente in te dienen, zodat deze leerlingen en leraren van de scholen verwijderd konden worden. Op het gymnasium waren dat twee leraren, plus zeven jongens en vijf meisjes, waarvan later bekend werd dat er vier in 1943 in Auschwitz en Sobibór zijn omgebracht. Op de gemeentelijke HBS echter werden de directeur, dr. K.W. Rutgers en een leraar, mr. H.F.J. Westerveld, gearresteerd wegens hun weigering om aan de Jodenvervolging mee te werken.
Op 20 juni 1942 werd het joodse lyceum alweer door de gemeente gesloten, omdat volgens de NSB-burgemeester jhr. Von Bönninghausen de meeste leerlingen het lyceum al verlaten hadden (besluit A.Z.nr. 2604, streekarchief Gooiland, archief gemeentebestuur Hilversum, 1940-1989, inv.nr. A 2015).

#### Verzet
Er waren enige verzetsgroepen actief, waarvan een deel verraden werd en leden ervan geëxecuteerd, waaronder acht medewerkers van de NSF. Ook de Albrechtgroep werkte met enkele verkenners in Hilversum en bereikte onder meer dat het landgoed met de Duitse commandobunker van de opperbevelhebber van de Wehrmacht in Nederland, generaal Blaskowitz ('Blaskowitzbunker') werd gebombardeerd. Ook was actief de groep U61, naar het adres Utrechtseweg 61, waar een dominee woonde. Ook van deze groep werden een aantal mensen verraden en afgevoerd of geëxecuteerd.

#### Vliegveld en vliegtuigfabricage
Het vliegveld Hilversum werd op 10 mei 1940 in de vroege ochtend aangevallen door vliegtuigen van de Luftwaffe, maar de schade aan het vliegveld was beperkt. Een van de overvliegende Duitse vliegtuigen werd geraakt door het Nederlands afweergeschut en maakte een noodlanding in de buurt van Hilversum. Na de capitulatie werd het vliegveld direct door de Duitse bezetter in bezit genomen, waarna al snel aanzienlijke uitbreidingen van het vliegveld plaatsvonden. Er werden diverse gebouwen en faciliteiten bijgebouwd, waaronder een kazerne voor de Luftwaffe, waarvan gedeelten nu nog in gebruik zijn bij de Koninklijke Landmacht als opleidingscentrum voor de Medische troepen (Korporaal Van Oudheusdenkazerne), maar aanvankelijk bij de Koninklijke Marine als het Marine Opleidingskamp (MOK). In 1942 werd het belang van het vliegveld voor de Duitse bezettingsmacht aanzienlijk groter met de vestiging van het hoofdkwartier van alle in Nederland gelegerde Duitse gevechtstroepen (Wehrmacht), onder het opperbevel van generaal Friedrich Christiansen, in het raadhuis van Hilversum.
Nadat op 17 juli 1943 de Fokkerfabrieken in Amsterdam-Noord zwaar gebombardeerd waren door geallieerde vliegtuigen, werd de productie van Fokker verhuisd naar Weesp en het vliegveld Hilversum, waar ongeveer 700 Bücker Bü 181 "Bestmann"-trainingsvliegtuigen werden geassembleerd.

#### Razzia
Najaar 1944 startten de Duitsers met een nieuw type razzia, gericht op alle jongens en mannen tussen 15 en 55 jaar; in onder meer Hilversum en Bussum werd dit systeem uitgeprobeerd. Ongeveer 4.000 Hilversumse jongens en mannen werden zo vanaf 23 oktober 1944 gearresteerd en vanaf het Gemeentelijk Sportpark als dwangarbeider door de bezetter weggevoerd, deels naar Bramsche deels naar de omgeving van Hannover. Op 24 oktober kwamen daar nog eens 1.500 mannen en jongens uit Laren en Bussum bij. Aan hen allen herinnert een plaquette, onthuld in 1997 door burgemeester J.G. Kraaijeveld-Wouters.

#### Dagblad en omroep
Het plaatselijke dagblad De Gooi- en Eemlander koos de kant van nazi-Duitsland en kreeg in 1945 voor enige tijd een verschijningsverbod, maar herstelde zich daarna. Ook de omroepen werkten vaak in hoge mate mee aan de eisen van de Duitse bezetters, zoals de journalist Dick Verkijk in zijn boek over de omroepen in de oorlog heeft geboekstaafd, maar bleven na de bevrijding ongemoeid. Beroepsmuzikanten in Hilversum werden in 1944 bedreigd met de Duitse Arbeitseinsatz. De Duitse jazz-violist en orkestleider Helmut Zacharias, die met zijn orkest (formeel onderdeel van het Duitse leger) in Hilversum voor de - door Duitsers opgerichte, overkoepelende - Nederlandsche Omroep optrad (en vaak aan privé-jamsessies meedeed), waarschuwde Nederlandse collega's enkele malen voor razzia's en werd als gevolg daarvan overgeplaatst naar het oostfront.
Na Dolle Dinsdag (5 september 1944) desintegreerde de Nederlandsche Omroep. Door de grote razzia van oktober 1944 belandden veel radiomusici in het kamp Amersfoort. De meesten wisten er vrij snel uit te komen; orkestleider Klaas van Beeck en enkele anderen werden enige tijd in Duitsland te werk gesteld. In Hilversum beoordeelde na de bevrijding een zuiveringscommissie de radiomusici, maar pleitte de meesten van hen vrij van collaboratie. Alleen Theo Uden Masman van het zeer populaire orkest The Ramblers en Dick Willebrandts mochten een half jaar geen orkest leiden. The Ramblers kwamen niettemin meteen terug, tijdelijk onder leiding van drummer Kees Kranenburg, maar zij hadden enige tijd te kampen met protesten en demonstraties van voormalige verzetsstrijders.
In het Rosarium aan de Boomberglaan is het monument voor de gevallenen uit de bezetting (door professor Esser). Het is de plek waar op 4 mei de herdenking plaatsvindt. In de voormalige centrumbegraafplaats bij de oude kerk staat een monument ter herdenking van Mauthausen. In totaal verloren 2.300 Hilversummers hun leven door de oorlog (incl. de dwangarbeiders die in Bramsche stierven).

#### Lijst van gesneuvelde verzetsmensen
De volgende verzetsleden zijn omgekomen in de Tweede Wereldoorlog en worden geëerd met een straatnaam in de verzetsstrijderswijk in Hilversum-Noord:
| - P.M. Bonnike - C.J. ten Boom - D.J Buis - W.F. Dasselaar - G.A. Degens - W. Dull - P. van Dijk - J.H. van Gangelen - K. Hannema | - Frederik Hovius - J.D. Janssen - C.R.W. Koekebacker - L. Kremer - C.J. de Kup - F. van der Laaken - D. Lopes Dias - Martinus Letterie - J.W. Oudenaller | - TH.W. la Rivière - A. Sauer - J. Stroes - G. van Strijland - H.J. Vernhout - Jan Verschure - A.G. van der Wel - J. Wessel - René Wirix |

### Jongste geschiedenis
Prins Bernhard vestigde zich na de oorlog in zijn nieuwe functie als Inspecteur-generaal der Krijgsmacht op de Zwaluwenberg, gelegen tussen Hilversum en Hollandsche Rading, totdat de prins in 1976 deze positie moest opgeven in verband met de Lockheed-affaire. De Inspecteur-generaal met zijn staf zetelt hier nog steeds.
In de jaren vijftig en zestig voerde Hilversum een groot nieuwbouwprogramma uit in het oosten en noorden van de gemeente, terwijl de bevolking met één derde steeg. In 1958 passeerde het aantal inwoners de grens van 100.000 (op scholen kregen de leerlingen van gemeentewege beschuit met muisjes). Ook in de jaren zeventig breidde Hilversum uit met de wijken Kerkelanden en de Hilversumse Meent in het westen, dat tegen Bussum aan ligt. Toen had Hilversum ook nog meer dan 100.000 inwoners. Hierna nam het aantal inwoners vrij sterk af, en bereikte in 1999 het diepste punt met iets meer dan 80.000 inwoners. De belangrijkste oorzaken waren het wegvallen van de industrie en - zoals ook elders het geval was - een lagere woningbezetting (een kleiner aantal mensen per huishouden). Weinig bevorderlijk voor groei waren ook een onduidelijke gemeentelijke politiek (zoals het halverwege staken van de aanleg van een vierstrooks rondweg), een grootschalige leegstand van winkels in het centrum en de beperkte mogelijkheden voor uitbreiding van Hilversum.
Vrij forse sloopacties vonden plaats in het centrum (station, oude winkelkern, oude hotels), in de villawijken (bijvoorbeeld door de nieuwbouw van het AKN-gebouw) en bij het sportpark (Expohal, draversbaan). De restauratie van het raadhuis werd lang uitgesteld en bleek daarna veel kostbaarder dan voorzien. Hilversum raakte mede daardoor, en door de sterk dalende bevolking, jarenlang in forse financiële problemen. Ook de aanhoudende verkeersproblemen hebben hun tol geëist. Positief waren de uitbreiding van de omroep met de commerciële zenders, de komst van het Europees hoofdkantoor van Nike en de bouw van het succesvol gebleken museum Beeld en Geluid. De laatste jaren laten weer een voorzichtige stijging zien van het inwonertal. Aan de oostkant wordt Hilversum uitgebreid met de wijk Anna's Hoeve. In 2020 werd de gemeente Hilversum partner van de Data- en Kennishub Gezond Stedelijk Leven, een onafhankelijk en open platform van publieke en private organisaties die samen werken aan een gezonde stedelijke leefomgeving.
Onvrede over de gebrekkige infrastructuur en politieke ruzies kwam tot uiting in de opkomst van de eerste lokale Leefbaarpartij, Leefbaar Hilversum.
Op 6 mei 2002, tijdens de verkiezingscampagne voor de Tweede Kamer, werd de politicus Pim Fortuyn door Volkert van der Graaf doodgeschoten op het Media Park.
In 2004 vond voor de eerste maal in Hilversum een raadgevend correctief referendum plaats, over de Parkeerverordening. De opkomst van ruim 27% was te laag om het geldend te maken. Van de stemmers was driekwart overigens tegen het gemeentelijke parkeerbeleid - dat niet werd veranderd.

## Geografie
| Aangrenzende gemeenten | Aangrenzende gemeenten | Aangrenzende gemeenten | Aangrenzende gemeenten | Aangrenzende gemeenten |
| ---------------------- | ---------------------- | ---------------------- | ---------------------- | ---------------------- |
| Amsterdam              |                        | Gooise Meren           |                        | Laren, Huizen          |
|                        |                        |                        |                        |                        |
| Wijdemeren             | Baarn (U)              |                        |                        |                        |
|                        |                        |                        |                        |                        |
|                        |                        | De Bilt (U)            |                        |                        |

### Ligging
Hilversum ligt op de zanderige, heuvelachtige delen van het Gooi, en in de oksel van het knooppunt Eemnes van de rijkswegen A1 en A27. Omliggende plaatsen zijn Nieuw-Loosdrecht, Bussum, Kortenhoef, Blaricum, Hollandsche Rading, Lage Vuursche, Maartensdijk, 's-Graveland, Laren, Nederhorst den Berg en Ankeveen.

### Wijken en buurten
In de 18e eeuw was Hilversum nog verdeeld in 4 wijken (kwartieren): Neuquartier, Groestquartier, Kerkquartier en Sandtbergerquartier.
De stad bestaat uit 8 wijken die vervolgens weer zijn opgedeeld in 36 buurten. De Hilversumse wijken en buurten zijn als volgt verdeeld:
Centrum
- Centrum
- Havenstraatbuurt
- Langgewenstbuurt
- Sint Vitusbuurt

Noordwest
- Boomberg
- Media Park
- Raadhuiskwartier
- Trompenberg-Noord
- Trompenberg-Zuid
- Villaparken

Noordoost
- Erfgooiersbuurt
- Johannes Geradtswegbuurt
- Noord

Oost
- Anna's Hoeve
- Astronomische Buurt
- Electrobuurt
- Geuzenbuurt
- Kleine Driftbuurt
- Liebergen

Zuid
- Bloemenkwartier Noord
- Bloemenkwartier Zuid
- Schrijverskwartier
- Staatsliedenkwartier
- Zeeheldenkwartier

Zuidoost
- 't Hoogt van 't Kruis
- Arenaparkkwartier
- Egelshoek
- Schilderskwartier
- Van Riebeeckkwartier
- West-Indiëkwartier

Zuidwest
- Havenkwartier
- Het Rode Dorp
- Kerkelanden
- Zeverijn

Hilversumse Meent
- Hilversumse Meent
- Landelijk gebied

Zie ook Lijst van straten in Hilversum

### Verkeer en vervoer
Hilversum ligt aan de Gooilijn (Amsterdam / Schiphol – Amersfoort), die hier een aftakking heeft naar Utrecht. Hilversum heeft drie stations: Hilversum, Hilversum Media Park en Hilversum Sportpark. Het perron vanwaar de treinen richting Hilversum vertrekken van het station Hollandse Rading ligt in de gemeente Hilversum, waarmee Hilversum feitelijk een half station extra heeft.
Verder was er in Hilversum van het Oosterspoorplein een raccordement (goederenlijntje) naar de voormalige gasfabriek en de gemeentewerf, tot net voorbij de Marconistraat, dit lijntje had ook nog een aftakking naar het gemeentelijk slachthuis aan het Slachthuisplein (tegenwoordig Jac. P. Thijsseplein). Een klein stukje van dit spoor ligt nog langs de Kleine Drift, deels overwoekerd door gras en deels in de straatstenen. Verder herinnert de straatnaam Oude Spoorbaan nog aan dit lijntje.
De Oude Haven in het zuidwesten ligt aan het uiteinde van de Gooische Vaart. De aanleg van de vaart tussen 's-Graveland en Hilversum deed men in etappes, zodat die 240 jaar vergde. In 1876 werd de vaart voltooid. In 1933 werd begonnen met de aanleg van het Hilversums Kanaal met daarbij een moderne haven, met daaromheen een industrieterrein. Het Hilversums Kanaal werd in 1937 opengesteld. Er is ook een sporthaven. De Oude Haven verloor daardoor zijn functie en is nu een stadspark geworden.
In het zuidwesten van de gemeente ligt het Vliegveld Hilversum. Daarnaast ligt het voormalige Marine Opleidingskamp (MOK), nu Korporaal Van Oudheusdenkazerne van de medische troepen. De geschiedenis van dit vliegveld in de periode 1940-1945 wordt beschreven in het boek 'Vliegvelden in Oorlogstijd'. Dit boek werd geschreven door leden van Studiegroep Luchtoorlog 1939-1945 en in november 2009 gepubliceerd door het Nederlandse Instituut voor Militaire Historie.
Hilversum heeft drie tunnels, de Beatrixtunnel, genoemd naar prinses Beatrix, in het centrum van Hilversum, en de Amaliatunnel, genoemd naar prinses Amalia en de Alexiatunnel, genoemd naar prinses Alexia, de beide laatste twee tunnels vormen een onderdeel in de Ring Hilversum.
Het centrum van Hilversum en een groot deel van de rest van het gebied binnen de Ring Hilversum kennen betaald parkeren. Het doel van de gemeente lijkt te zijn het hele gebied binnen de Ring Hilversum betaald parkeren te maken.

### Natuur

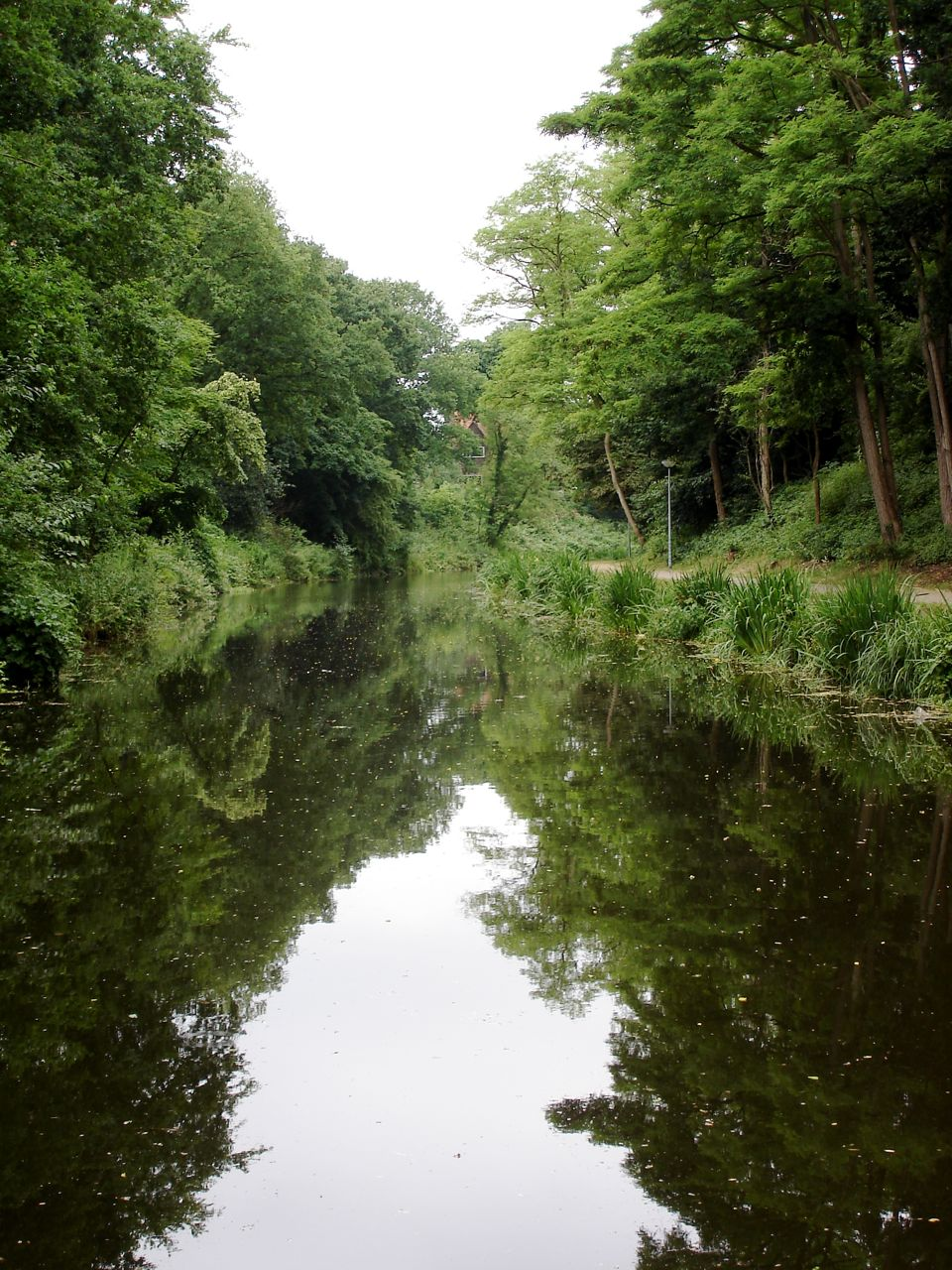
Natuur in Hilversum

Hilversum, dat door veel oorspronkelijke bewoners nog altijd als een dorp wordt betiteld (het heeft nooit stadsrechten gekregen), is een tuinstad, een gemeente met veel groen en omgeven door natuurgebieden. Een unieke karakteristieke eigenschap is de nog altijd vaak natuurlijke overgang tussen bebouwing en omringende natuur. Hilversum werd ook wel aangeduid als 'villadorp', vanwege het grote aantal villa's met de daarbij behorende grote tuinen. De opmerkelijkste tuin is wel die van het Pinetum Blijdenstein, een tuin met een verzameling pijnbomen, waaronder vele exoten, zoals de sequoia. De zandgrond maakt echter intensieve verzorging van tuinen nodig. Deze was vóór de oorlog vanzelfsprekend, maar daarna niet meer, onder meer door de gestegen lonen (tuinlieden).
Hilversum wordt omringd door het Laarder Wasmeer, de lager gelegen veenafgravingen, nu bekend als de Loosdrechtse en de Ankeveense Plassen, het Goois Natuurreservaat, de Hoorneboegse Heide, Bussumerheide, Westerheide en Zuiderheide, Zanderij Crailoo en de rivieren de Vecht en de Eem. Binnen de gemeentegrenzen liggen het Spanderswoud, De Westerheide, De Zuid, en de Hoorneboegse Heide beheerd door Goois Natuurreservaat(GNR) en het Corversbos, Bantam en het GH Cronebos die beheerd worden door de Vereniging Natuurmonumenten.
Hilversum heeft de grootste natuurbrug (ecoduct) ter wereld, de Natuurbrug Zanderij Crailoo.

## Cultuur

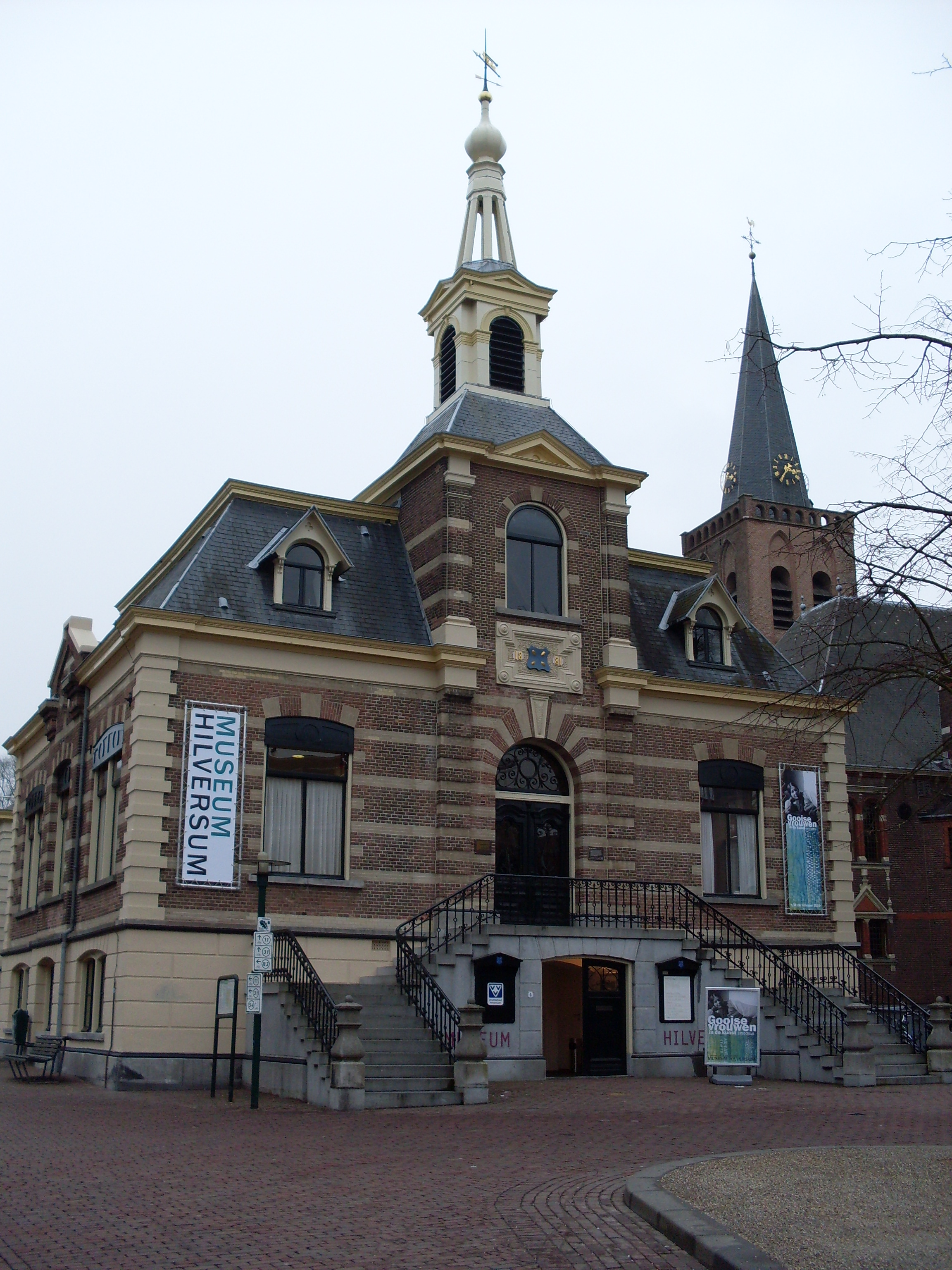
Museum Hilversum

### Kunst en musea
Architectuur is een van de uithangborden van Hilversum. Met name ontwerpen van de 20e-eeuwse gemeentearchitect Willem Dudok zijn er te vinden. Van hem zijn in totaal 75 ontwerpen uitgevoerd (enkele reeds weer gesloopt), voor een architect een unicum in Nederland. Verreweg zijn bekendste ontwerp is het markante Raadhuis aan de rand van het centrum. Het werd gebouwd tussen 1928 en 1931, waarbij Dudok voor de buitengevel een aparte gele steen met een afwijkende maat ontwierp (het zogenaamde 'Hilversummertje'), evenals het complete interieur (inclusief meubels, lampen en decoratie). Het raadhuis werd aan het eind van de 20e eeuw grondig gerenoveerd, waarvoor Hilversum in 1997 werd onderscheiden met de Europese Nostramedaille. Andere werken van Dudok zijn diverse scholen, woonwijken, zijn eigen villa aan de Utrechtseweg, het Pompgemaal, het park Laapersveld (vijver aangelegd voor de waterhuishouding) en de aula's van de Zuiderhof- en Noorderbegraafplaats. Een permanente Dudoktentoonstelling is te bezichtigen op adres Dudokpark 1 (in het Raadhuis). 
In het oude raadhuis aan de Kerkbrink, uitgebreid met een ronde uitbouw naar ontwerp van Hans Ruyssenaars, is het Museum Hilversum ondergebracht, dat aandacht besteedt aan toegepaste kunsten en de geschiedenis van Hilversum na 1850.
In 1987 wilde de gemeente Hilversum wegens geldgebrek het schilderij 'Compositie met twee lijnen' van Piet Mondriaan, dat uitgeleend was aan het Stedelijk Museum in Amsterdam, van de hand doen. Met de opbrengst (men hoopte op 7,5 miljoen gulden) wilde Hilversum het Gooilandcomplex laten restaureren. De Mondriaan was echter aan de gemeente geschonken, en na hevige protesten van diverse zijden werd het raadsbesluit door de minister van CRM, Elco Brinkman, geschrapt, waartegen de gemeente vervolgens bij de Raad van State in beroep ging. Uiteindelijk werd het stuk verkocht voor een relatief klein bedrag aan de gemeente Amsterdam, en bleef het in het Stedelijk Museum behouden voor het publiek. Een bekende Gooise kunstschilder die vanaf 1931 tot aan zijn dood in Hilversum heeft gewoond is Marie Henri Mackenzie (1978-1961). Hij is begraven op de Noorderbegraafplaats.
Ook heeft Hilversum veel jonge monumenten, waaronder het rijksmonument de rooms-katholieke Sint-Vituskerk (1892, niet te verwarren met de oudkatholieke kerk op de foto) en de voormalige studiogebouwen van de VARA, de AVRO, de KRO en de NCRV; sommige daarvan hebben intussen een andere bestemming gekregen. Ook heeft Hilversum veel villa's (o.a. ontworpen door de architecten Berlage en J.W. Hanrath), Hotel Gooiland en Sanatorium Zonnestraal van de architecten Jan Duiker en Bernard Bijvoet.
Hilversum heeft één bioscoopcomplex met 7 zalen, dat de twee oude complexen vervangt, en één filmtheater met 3 zalen (eind 2025 5 zalen). Muziek- en podiumkunsten worden vertoond in het Gooilandtheater en op verschillende kleinere podia zoals Theater Santbergen en Kleintje Kunst. Het jongerencentrum de Tagrijn is gesloopt en op dezelfde plek aan de Koninginneweg is een popcentrum gebouwd met de naam De Vorstin.
Het Omroepmuseum werd in 2006 volledig vernieuwd, verhuisd en ondergebracht in een nieuw complex op het Media Park. Het museum werd omgedoopt tot Beeld en Geluid Experience en wordt nu beheerd door het Nederlands Instituut voor Beeld en Geluid (NIBG). Zeventien paviljoens belichten elk een ander aspect van de Nederlandse mediageschiedenis; de bezoekers kunnen hun eigen tentoonstelling 'bestellen'.
Verder heeft Hilversum een Kunstuitleen, een bibliotheek, verscheidene expositieruimten en meerdere beelden in de openbare ruimte:

### Kunst in de openbare ruimte
- Lijst van beelden in Hilversum

### Kerken

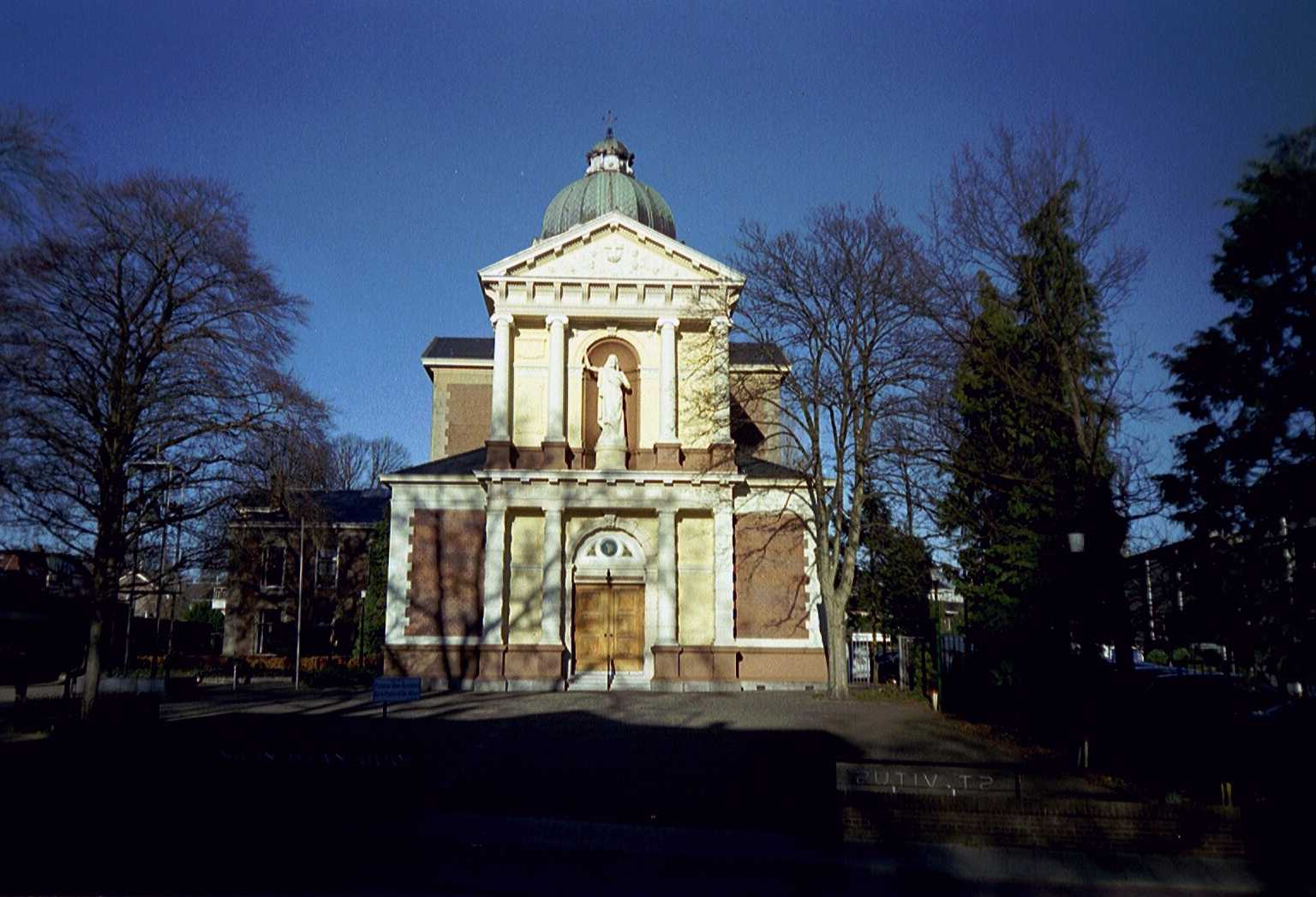
Oudkatholieke St.-Vituskerk

- De hervormde Grote Kerk (PKN) dateert oorspronkelijk al uit de 13e eeuw. Na de brand in 1768 herbouwd naar ontwerp van Van der Graaf, in 1891 vergroot naar een ontwerp van architect J. Wolbers uit Haarlem, na de brand van 1971 herbouwd naar ontwerp van architect ir. T. van Hoogevest uit Amersfoort.
- De Oudkatholieke St.-Vituskerk.
- De RK Sint Vituskerk is ontworpen door architect Pierre Cuypers.
- De RK Onze Lieve Vrouwe Kerk Onbevlekt Ontvangen uit 1910 is ontworpen door Wolter te Riele.
- De hervormde Diependaalsekerk uit 1925 is ontworpen door architect D.A. van Zanten.
- De Evangelisch Lutherse kerk uit 1923 van architect Jan Dullaart.
- De RK Heilig-Hartkerk van Hendrik Willem Valk 1928, met aan de achterzijde een Heilig Hartbeeld.
- De voormalige RK Josephkerk uit 1936 van architect Nico Andriessen verbouwd tot appartementen.
- De Tesselschadekerk van architect B.H. Bakker uit 1928.
- De Pniëlkerk van C. Trappenburg uit 1960.
- De Bethlehemkerk van David Zuiderhoek uit 1963
- De kerk van de Vrije Evangelische Gemeenten van architect A.D.R. Blok uit 1931
- En de met de sloop bedreigde voormalige gereformeerde Zuiderkerk uit 1922 is ontworpen door architect Andries de Maaker.

### Industriële archeologie en bouwkunst
Vrijwel alle tapijtfabrieken die Hilversum gedurende eeuwen bekendheid gaven, zijn afgebroken. Hieronder ook de oude fabriek van J.S. Fokker aan de Veerstraat, een van de oudste tapijtfabrieken van Nederland. Van de 67 buitenplaatsen en grote villa's uit de 19e- en het begin van de 20e eeuw zijn er 32 verdwenen. Nog in 1987 sneuvelde Villa Corvin aan de Bergweg, gebouwd in 1893 door de vermaarde architect Abraham Salm in de stijl van de Italiaanse renaissance. Alleen al in de wijk Trompenberg zijn tussen 1945 en 1988 niet minder dan 37 villa's gesloopt, waaronder vele van de architect J.W. Hanrath, een van de grondleggers van de Gooise landhuisstijl.
Uit de beginfase van de omroep in Hilversum resteert bijna niets meer: het oudste fabriekje van de Nederlandsche Seintoestellen Fabriek aan de Groest is weg, evenals de eerste radio-uitzendstudio, de fabrieken en de schoorsteen van de N.S.F. aan de Jan van der Heijdenstraat.
Aan de Larenseweg 34 staat de voormalige Melkfabriek ontworpen door Marinus Breebaart, gebouwd in de midden jaren 50 van de vorige eeuw, die na jaren van leegstand in 2010 omgevormd is naar een multifunctioneel gebouw.

### Villa's en tuinen
De gemeente telt een relatief groot aantal meest 19e-eeuwse, meest middelgrote villa's. In de gemeente zijn vanaf ongeveer 1850 zes zogenaamde 'villaparken' aangelegd, waarvan de eerste aaneengesloten serie in Noordwest-Hilversum bij de voormalige buitenplaatsen Wisseloord en Quatre Bras en hebben als grenzen het Media Park, Spanderswoud, Corversbos, ‘s-Gravelandseweg en Jacobus Pennweg. Het zijn:
- Trompenberg, dat begon met een kuuroord
- Nimrodpark
- Kannesheuvelpark
- Diergaardepark
- Het Witte Huis

Daarna werden aangelegd in het zuiden van Hilversum
- Hoogt van 't Kruis (rondom de gelijknamige heuvel van 24 m westelijk van de Utrechtseweg)
- Alexanderpark (langs de spoorlijn Hilversum-Utrecht)
- West-Indië Kwartier (tegenover ingang Tergooi Ziekenhuis)

Bij de bouw van villa's profiteerde Hilversum ook van de belangstelling voor de plaats van de Westfaalse textielteuten (of teuten, tödden), reizende handelaren in oorspronkelijk alleen linnen uit de omgeving van Münster. De bekendste zijn de Brenninkmeijers, maar ook bekend was Anton Sinkel (stichter van de winkel van Sinkel), die het 'grote huis' op de Hoorneboeg liet bouwen, en de families Moormann en Nierman (uit deze laatste stamde Petrus Nierman, voormalig bisschop van Groningen).
Voorts heeft de gemeente een relatief groot aantal parken, waarvan bijvoorbeeld het Laapersveld het noemen waard is. De gemengde botanische tuin Dr. Costerus werd begin jaren twintig van de 20e eeuw aangelegd en beslaat 1.200 m². De tuin bevat onder meer exotische planten.
Pinetum/arboretum Blijdestein (pinetum = pijnbomentuin) was onderdeel van de Universiteit van Amsterdam en bezit een grote coniferencollectie, met onder meer levende exemplaren van de Californische reuzenden, de 'redwood' of sequoia sempervirens (die 2000 jaar oud en 120 m hoog kan worden), 140 soorten Rododendrons, Tasmaanse bloemen en planten.
Hilversum en omstreken zijn rijk aan villa's in de stijl van de Amsterdamse school. Enkele architecten die deze villa's hebben ontworpen zijn:
- Jan Snellebrand
- A. Eibink
- Jacobus van Laren
- Theo Rueter
- H.C. Elzinga
- B.A.M. Jacobs

### Monumenten
Verschillende delen van Hilversum zijn een beschermd stadsgezicht: Plan Oost, Hilversum-Zuid en Noordwestelijk Villagebied. Hilversum telt ruim 200 rijksmonumenten, meer dan 750 gemeentelijke monumenten en een aantal oorlogsmonumenten, zie:
- Lijst van rijksmonumenten in Hilversum
- Lijst van gemeentelijke monumenten in Hilversum
- Lijst van oorlogsmonumenten in Hilversum

## Economie
Hilversum is sterk gegroeid in de 19e eeuw door de opkomst van de tapijtindustrie. Een van de bekende fabrieken was de Veneta. Daarnaast had Hilversum de chemische industrie van Polak & Schwarz, later deel geworden van International Flavors and Fragrances (IFF) (geurstoffen, die voor veel overlast zorgde), en de grote Nederlandsche Seintoestellen Fabriek (NSF), die in 1918 startte en omstreeks haar hoogtepunt in 1955 aan zo'n 2500 mensen werk gaf (de fabriek was overgegaan in handen van Philips en heette toen de Philips Telecommunicatie Industrie). In de eerste helft van de 20e eeuw waren ook de haardenfabriek Jaarsma in Hilversum gevestigd, evenals de verffabriek Ripolin en de farmaceutische fabriek Roter. In de jaren zestig nam de gemeente geleidelijk aan het standpunt in, dat industrie niet langer paste bij de gemeente.
Een opvallend bedrijventerrein in Hilversum is het vroegere gemeentelijke sportpark, waar een paardendrafbaan was en laat in de jaren vijftig een expositiehal geplaatst werd. Deze 'Expohal' was een modern, vrijwel geheel glazen bouwsel, dat de gemeente had overgenomen van de Wereldtentoonstelling in Brussel en dat de stoot moest geven tot de ontwikkeling van het sportpark als expositieoord. Die ontwikkeling startte veelbelovend, maar zette niet door, waardoor de hal, die overigens door de constructie met enkelglas zeer kostbaar te verwarmen was, in 1998 weer werd gesloopt. Nu is op die plek de Dudok Arena gebouwd, een sportcentrum dat in de eerste jaren van zijn bestaan de gemeente verlies heeft opgeleverd en in 2006 is verpacht aan een privébedrijf. Het hele sportpark is inmiddels omgevormd tot een gebied met veel moderne kantoorbouw waar onder andere Kroymans en Nike zijn gevestigd.
Ook telde Hilversum enkele uitgeverijen en drukkerijen, waaronder die van het dagblad de Gooi- en Eemlander (intussen opgegaan in het Telegraaf-concern; de drukkerij is gesloten), de katholieke uitgeverij Paul Brand (verhuisd of opgeheven), de drukkerij 'De Blaauwe Werelt' (verhuisd of opgeheven), de katholieke kerkgeschriftenuitgeverij Gooi en Sticht (verhuisd of opgeheven) en drukkerij C. de Boer (een zeer grote rotatiedrukkerij, nu Plantijn Casparie en Roto Smeets geheten en inmiddels vertrokken uit Hilversum).
De gemeente had intussen het beleid ontwikkeld, dat industrie niet meer in de gemeente paste. Het enige grotere industriële bedrijf dat overbleef, deels bestaand uit de telefonie-delen van de PTI (Philips), is Lucent, maar ook deze Amerikaanse telecomgigant is na de internetzeepbel uit Hilversum verdwenen. Er zijn dan ook bijna geen oude fabrieksschoorstenen meer te vinden in de skyline van Hilversum. De inmiddels verlaten melkfabriek aan de Larenseweg heeft de laatste. Deze zal behouden blijven. De gemeente streeft naar vestiging van schone industrie. Zo is het Europese hoofdkantoor van Nike gevestigd op de plaats van de oude draversbaan, en zijn er advies- en automatiseringsbedrijven aangetrokken.
Industrie en bedrijven zijn geconcentreerd op enkele terreinen: rond de Oude Haven, op de Industrieterreinen Kerkelanden en Zeverijn in het zuidwesten, Arena in het zuidoosten, en op enkele terreinen ten oosten van de spoorlijn tussen Bussum en Utrecht.
Naast mediabedrijven zijn andere bedrijven met het hoofdkantoor in Hilversum onder andere Nike, Vedior en Oxxio.

## Media

### Nationaal
Hilversum is tegenwoordig het meest bekend als mediastad. Dat begon in 1918, met de oprichting van de Nederlandsche Seintoestellen Fabriek, de NSF. De NSF wilde beginnen met radio-uitzendingen, waarvoor in 1923 de Hilversumsche Draadlooze Omroep, de HDO werd opgericht. Al snel werden er omroepverenigingen opgericht: elk volgens de levensovertuiging van de bijbehorende groep. Er waren zodoende protestante, katholieke, socialistische en algemene omroepverenigingen, elk met een eigen studiogebouw.
De Algemene Vereniging Radio Omroep (AVRO) was de eerste van de bekende grote publieke omroepen die uitzendingen produceerde; de Vereeniging van Arbeiders Radio Amateurs (VARA), Nederlandse Christelijke Radio Vereniging (NCRV), Katholieke Radio Omroep (KRO) en de Vrijzinnig Protestantse Radio Omroep (V.P.R.O.) volgden snel. Later ontstonden de samenwerkingsverbanden Nederlandse Radio Unie (NRU) en Nederlandse Televisie Stichting (NTS), later omgevormd tot Nederlandse Omroep Stichting (NOS) en Nederlands Omroepproduktie Bedrijf (NOB). Daarna traden de Televisie Radio Omroep Stichting (TROS), Veronica, de Evangelische Omroep (EO) en BNN toe tot het publieke bestel. In de loop van de tijd ontstonden er vele toeleverende mediabedrijven, waarvan een van de eerste was Profilti (nu opgeheven), die onder meer het Polygoonjournaal vervaardigde, een bioscoopvoorloper van het NOS Journaal.
De grootste mediaconcentratie is sinds circa 2000 te vinden op het Media Park, Hilversum-Noord (Omroepkwartier). Hier bevinden zich onder meer de audio- en videocentra van de NOS, met onder meer radio- en televisiestudio's, alle uitzendfaciliteiten, het Vertaalcentrum en het Decorcentrum, het nieuwe VPRO-gebouw, verschillende gebouwen en complexen van commerciële zenders (RTL en Canal+) en bedrijven (o.a. NEP The Netherlands, Parkpost). Voor het Nederlands Instituut voor Beeld en Geluid, dat de beeld- en geluidarchieven omvat, is in 2005 op het Media Park een gebouw neergezet dat ook plaats biedt aan de Beeld en Geluid Experience, een sterk vernieuwde en vergrote uitvoering van het vroegere Omroepmuseum. Aan de noordkant van het terrein bevindt zich het hoofdkantoor van Talpa (in wat voorheen het pand was van Sony BMG Music Entertainment) en net buiten het terrein het Wereldomroepgebouw en de KPN-straalverbindingstoren (in de volksmond televisietoren) van 198 meter hoog (142 meter zonder de mast).
De hoofdgebouwen van AVROTROS, KRO-NCRV, BNNVARA, EO, Omroep Max, Powned, WNL alsmede het gezamenlijk AKN-gebouw (AVRO, KRO, NCRV), staan op andere locaties in Hilversum.
In de geschiedenis van de Hilversumse omroep speelt ook het voormalige hotel/restaurant annex schouwburg Hof van Holland aan de Kerkbrink een belangrijke rol (intussen afgebroken). Vanaf 1926, toen de omroepen nog geen eigen studio's hadden, werden daar concerten en opera's voor radio-uitzendingen opgenomen of rechtstreeks uitgezonden. In 1950 demonstreerde de AVRO in diezelfde zaal een prototype van de kleurentelevisie.

### Regionaal

#### Schrijvende pers
De Gooi- en Eemlander (dagblad)

De Gooi en Eembode (huis-aan-huis weekblad)

## Politiek en bestuur

### Gemeenteraad
De gemeenteraad van Hilversum bestaat uit 37 zetels. Hieronder de behaalde zetels per partij bij de gemeenteraadsverkiezingen sinds 1994:
| Hart voor Hilversum                       | -  | -  | -  | -  | 3  | 6  | 8* | 8  |
| D66                                       | 4  | 2  | 4  | 3  | 8  | 9  | 7  | 7  |
| VVD                                       | 7  | 6  | 6  | 7  | 7  | 6  | 6  | 5  |
| GroenLinks                                | 4  | 4  | 5  | 3  | 3  | 2  | 5  | 4  |
| CDA                                       | 6  | 4  | 7  | 4  | 3  | 3  | 4  | 4  |
| Democraten Hilversum                      | -  | -  | -  | -  | -  | -  | -  | 3  |
| SP                                        | -  | -  | -  | 4  | 3  | 4  | 2  | 2  |
| PvdA                                      | 5  | 6  | 5  | 9  | 6  | 3  | 2  | 2  |
| ChristenUnie**                            | 1  | 1  | 1  | 1  | 2  | 2  | 2  | 1  |
| Belang van Nederland                      | -  | -  | -  | -  | -  | -  | -  | 1  |
| Leefbaar Hilversum                        | 8  | 14 | 9  | 5  | 2  | 1  | 1  | -  |
| Hilv2.000                                 | 1  | -  | -  | -  | -  | -  | -  | -  |
| Democratisch Liberale Partij Hilversum*** | -  | -  | -  | 1  | -  | -  | -  | -  |
| Overige                                   | 1  | -  | -  | -  | -  | 1  | -  | -  |
| Totaal                                    | 37 | 37 | 37 | 37 | 37 | 37 | 37 | 37 |

* Vlak na de verkiezingen werd raadslid Henk Blok door de leden geroyeerd. Hij stapte daardoor uit de fractie met behoud van zetel. Daarmee kwam het aantal zetels van Hart voor Hilversum op 7.

** Deed in 1994 en 1998 mee als combinatie RPF/GPV, en werkte tot 2006 samen met de SGP.

***Werd in 2010 met Hart voor Hilversum één partij, onder de naam Hart voor Hilversum.

### Heraldiek

Het gemeentewapen van Hilversum toont vier goudgekleurde boekweitkorrels op een blauw veld. De oudste versie heeft aan de bovenkant een kroontje, maar de eenvoudige, kroonloze versie werd in 1817 officieel geregistreerd als gemeentewapen. Hoewel de oorsprong van het wapen onbekend is, was het eind 17e eeuw al in gebruik. Sommigen vonden het wapen wat al te eenvoudig, maar in 1970 werd een voorstel van de Stichting voor Banistiek en Heraldiek tot wijziging van het wapen verworpen.
Boekweit was in de 16e eeuw een belangrijke voedingsbron in de streek. Boekweit doet het goed op schapenmest, er was rondom de plaats veel heide aanwezig waarop kuddes schapen konden grazen. De boekweitteelt werd in de 20e eeuw geleidelijk aan verdrongen door het toenemende gebruik van kunstmest.

## Sport
Tijdens de Olympische Spelen van 1928 vonden in Hilversum enkele onderdelen van de paardensport plaats, dat waren dressuurwedstrijden gehouden in een stadion in Hilversum en de cross country (een onderdeel van de eventing competitie) op een renbaan tussen Hilversum en Bussum.
Hilversum had met SC 't Gooi en FC Hilversum twee profvoetbalclubs.
De rugbyclub RC Hilversum speelt op het hoogste niveau in Nederland, de Ereklasse, en is meervoudig landskampioen.

## Bekende Hilversummers
Zie Lijst van Hilversummers voor mensen die geboren of overleden zijn in Hilversum.